# Bruno Kessler

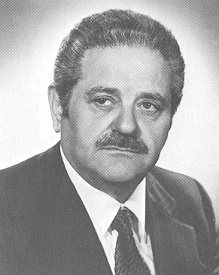
Bruno Kessler

Bruno Kessler (* 17. Februar 1924 in Cogolo di Peio; † 19. März 1991 in Trient) war ein italienischer Politiker.
Kessler besuchte das Gymnasium in Rovereto und absolvierte anschließend ein Studium der Rechtswissenschaften an der Universität Padua, das er 1950 abschloss. Beruflich war Kessler als Jurist tätig, zusammen mit Flavio Mengoni betrieb er eine Anwaltskanzlei.
Im Jahr 1956 wurde er erstmals auf der Liste der Democrazia Cristiana in den Regionalrat Trentino-Südtirol gewählt. Von 1960 bis 1974 war Kessler Präsident der Provinz Trient, in seine Amtszeit fiel die Erlangung der Autonomie des Trentino im Jahre 1972. Von 1974 bis 1976 stand er als Präsident der Region Trentino-Südtirol der Regionalregierung vor.
Von 1976 bis 1983 war Kessler Abgeordneter für die Democrazia Cristiana im italienischen Parlament, in der ersten Regierung von Francesco Cossiga von 1979 bis 1980 diente er als Unterstaatssekretär im Innenministerium. Von 1983 bis 1991 war er Senator.
Kessler machte sich um das Bildungswesen im Trentino verdient, indem er 1962 das Istituto Trentino di Cultura gründete, aus dem später die Universität Trient hervorgehen sollte. Sein Sohn Giovanni Kessler ist ebenfalls Jurist und Politiker.
Die gemeinnützige wissenschaftliche Stiftung Bruno Kessler in Trient wurde nach Kessler benannt.